# Andrzej Halemba

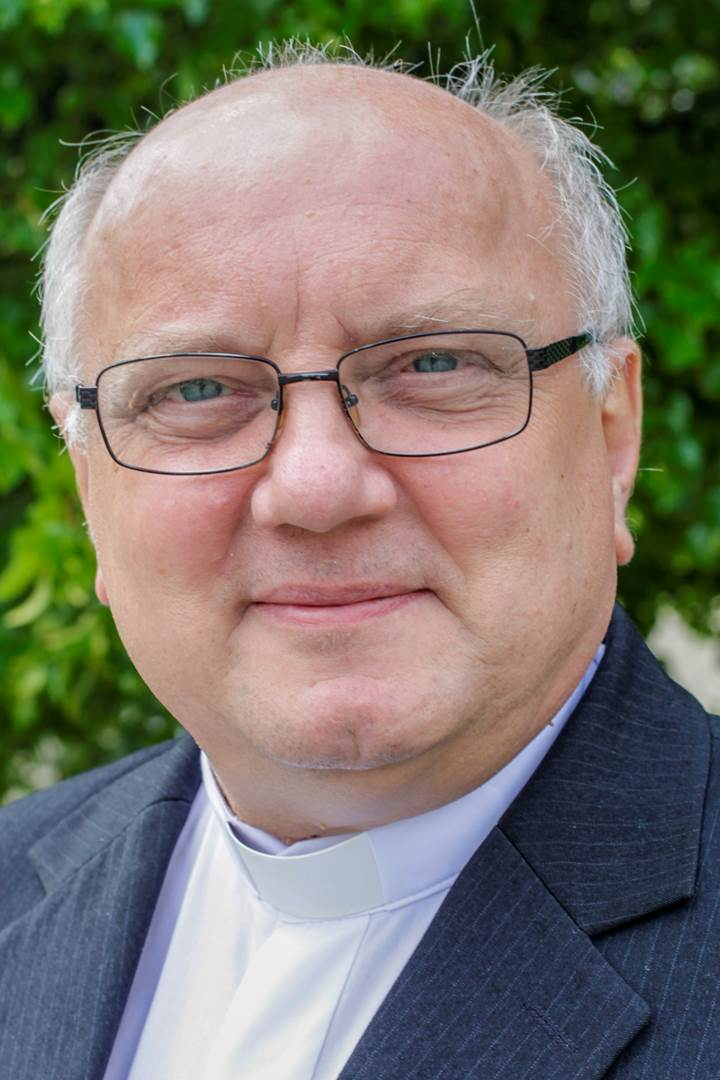
Andrzej Halemba

Andrzej Halemba (* 19. November 1954 in Chełm Śląski) ist ein römisch-katholischer Geistlicher, Missionar, Übersetzer, ehemaliger Direktor des Missionarischen Ausbildungszentrums in Warschau und Missionskommissionssekretär der Polnischen Bischofskonferenz sowie deren Delegierter für Missionsangelegenheiten. Von 2006 bis zu seiner Pensionierung 2020 arbeitete für die er für die Päpstliche Stiftung Kirche in Not im Rahmen von Hilfsprojekten in Afrika, dem Mittleren Osten und der Arabischen Halbinsel.

## Biografie

### Kindheit und Studium
Halemba ist einer der drei Söhne von Eryk Halemba und Maria, geb. Ryszka. Er besuchte in seinem Geburtsort die Grundschule und ab 1969 die Tadeusz Kościuszko–Oberschule in Mysłowice. Nach dem Abitur studierte er ab 1973 am Päpstlichen Theologischen Institut in Krakau und erlangte 1981 den Master (Magisterium) in Theologie. Am 3. April 1980 wurde er zum Priester geweiht.
Zwischen 1993 und 1994 absolvierte Halemba weitere missionswissenschaftliche Studien an der Kardinal-Stefan-Wyszyński-Universität Warschau, die er mit dem Lizenziat zum Thema Gewisse Aspekte der Inkulturation des Mambwe-Volkes in Licht des Apostolischen Schreibens Africae terrarum von Papst Paul VI. abschloss. 2004 wurde er zum Doktor der Theologie promoviert mit der Dissertation Religiöse und ethische Werte in den Sprichwörtern des Mambwe-Volkes in Sambia.

### Leben und Wirken
Nach seiner Priesterweihe 1980 war er Pfarrvikar in der Pfarrei der Hl. Petrus und Paulus in Świętochłowice und widmete sich den „Marienkindern“, einer Gruppe, die Missionare unterstützten. Die Entscheidung, selbst in die Mission zu gehen, wurde durch eine Begegnung mit dem senegalesischen Kardinal Hyacinthe Thiandoum während des Besuches von Papst Johannes Paul II. in Polen (1979) beeinflusst. Nach gründlicher Vorbereitung war Halemba von 1983 bis 1993 sowie 2004/2005 als Fidei-donum-Missionar in Sambia in der Mambwe-Mission der Diözese Mbala (heute: Kasama) tätig, wo er sich besonders für den Ausbau der medizinischen Versorgung der Bevölkerung, die Gründung eines Krankenhauses in Mambwe sowie den Aufbau des ersten Kindergartens und der ersten weiterführenden Schule in der Mission einsetzte.
Im Anschluss an seine weiteren missionswissenschaftlichen Studien in Warschau wurde er 1996 zum Direktor des Zentrums für missionarische Ausbildung und zum Sekretär der Missionskommission innerhalb der Polnischen Bischofskonferenz ernannt. Zusätzlich erhielt er 1999 das Aufgabengebiet eines Delegaten für Missionarische Angelegenheiten. In dieser Zahl initiierte er zahlreiche Projekte und Wettbewerbe, u. a. mit dem Titel Mein Freund aus Afrika und eine Missionarische Olympiade. Seine Tätigkeit für die Polnische Bischofskonferenz und für das Zentrum für Missionarische Ausbildung endete im Jahre 2003.
Von 2006 bis 2020 war Halemba für Kirche in Not (in Königstein im Taunus) tätig. Bis 2010 war er als Referent verantwortlich für Hilfsprojekte zugunsten der englisch- und portugiesischsprachigen Länder Afrikas. Von 2010 bis zu seiner Pensionierung 2020 war er als Abteilungsleiter Asien/Afrika zuständig für Hilfsprojekte im Mittleren Osten, Eritrea und der arabischen Halbinsel. In diesem Rahmen setzt er sich u. a. für die Unterstützung der Ortskirchen im Irak und Syrien ein und ist an Projekten zur Entwicklung und Durchführung von Programmen und deren Finanzierung zum Wiederaufbau in Kriegs- und Krisengebieten der Region beteiligt.

### Internazionale Iniziative «Unser Weg zu Gott»
Im Jahre 2020 gründete er der Internationale Iniziative «Unser Weg zu Gott», die ein weltweites evangelistisches Projekt ist. Diese Iniziative hat zum Ziel, all denen zu helfen die Gott begegnen wollen, die den christlichen Glauben und den Empfang der Taufe suchen. Die Tätigkeit innerhalb führte zur Erstellung einer biblischen Katechese-Reihe, die sich an arabischstämmige Taufbewerber wendet. Das Vademekum für diese besondere Gruppe von Katechumenen wurde von den Priestern Michel Sakr und Antoine Assaf erstellt und ist bereits in Buchform, als Audiobook und in digitaler Version als Internet-Applikation unter dem Titel „Unser Weg zu Gott“ veröffentlicht worden. Es wurde außerdem zweisprachig übersetzt: arabisch-englisch, arabisch-französisch, arabisch-deutsch, arabisch-italienisch, arabisch-spanisch, arabisch-polnisch und persisch(farsi)-deutsch.

### Übersetzungen und Veröffentlichungen in Mambwe
Während seiner Missionstätigkeit in Sambia arbeitete Halemba eine neue Übersetzung des Neuen Testaments in der Mambwesprache aus. Die Übersetzung wurde 1991 gedruckt. 1994 veröffentlichte er ein Wörterbuch Mambwe-Englisch mit 17.500 Einträgen. 2005 folgte die Veröffentlichung der Märchen des Mambwe-Volkes in Mambwe und in englischer Sprache und im Jahre 2007 das Wörterbuch Englisch-Mambwe mit 21.300 Einträgen und Grammatik. Zudem führte Halemba einen Teil des Werkes von Pater Marcel Petitclair zusammen und gab es als Römisches Messbuch in der Mambwe-Sprache heraus. Außerdem überarbeitete und veröffentlichte er die von Pater Petitclair erstellten liturgischen Hilfsmittel für Katechisten in drei Bänden für den Wortgottesdienst der Lesejahre A-B-C. Halemba war im Jahre 2009 an der Veröffentlichung einer Kinderbibel in der Mambwe-Sprache beteiligt.

### Kardinal-August-Hlond-Missionsmuseum
Von seinen Seelsorge- und Missionsreisen brachte Halemba viele Erinnerungsstücke wie Gegenstände des täglichen Lebens, Kunst- (hauptsächlich afrikanische, aber auch indische und aus Papua) sowie Kultobjekte mit. Für diese Sammlungen gründete er das 2004 eröffnete Kardinal-August-Hlond-Missionsmuseum in Brzęczkowice (Polen).

## Ehrungen und Auszeichnungen
- 2015: Ernennung zum Archimandriten durch den griechisch-melkitischen Erzbischof Issam John Darwish
- 2019: Auszeichnung des Goldenen Verdienstkreuzes durch den polnischen Staatspräsidenten[15]
- 2019: Goldmedaille der Kardinal-Stefan-Wyszyński-Universität Warschau
- 2020: Ernennung zum Chorbischof (Ehrentitel) durch den chaldäisch-katholischen Patriarch von Bagdad, Louis Raphaël I. Kardinal Sako.[1]

## Veröffentlichungen (Auswahl)
- Icipangano Cipya (Neues Testament in Mambwe), Mission Franciscan, Mission Press Ndola, Ndola 1991
- Mambwe-English Dictionary. Franciscan Mission Press Ndola, Ndola 1994, ISBN 9982-07-047-9
- als Hrsg.: Kościół misyjny, Podstawowe stadium misjologii (Original: Following Christ in Mission. A foundational Course in Missiology, Sebastian Karotempler), Missio-Polonia, Warsaw 1997, ISBN 83-8627-115-9
- Historia i znaczenie przekładu Nowego Testamentu na język Mambwe. In: J. Różański, A. Halemba (Hrsg.): Między przekładem biblijnym a teologią afrykańską. Komisja Episkopatu Polski ds. Misji, Warszawa 2003, ISBN 83-7232-420-4
- mit Różański Jarosław (Hrsg.:) Wybrane problemy szkolnictwa w Afryce Subsaharyjskiej. Komisja Episkopatu Polski ds. Misji, Warszawa 2003, ISBN 83-7232-421-2
- Mambwe Folk-tales . Oficyna Wydawniczo-Poligraficzna „Adam“, Warsaw 2005, Englische Version: ISBN 83-7232-625-8, Version in Mambwe: ISBN 83-7232-626-6
- Religious and ethical values in the proverbs of the Mambwe people, Zambia PART I, Oficyna Wydawniczo-Poligraficzna „Adam“, Warsaw 2005, ISBN 83-7232-627-4
- Religious and ethical values in the proverbs of the Mambwe people, Zambia PART II, Oficyna Wydawniczo-Poligraficzna „Adam“, Warsaw 2005, ISBN 83-7232-628-2
- English-Mambwe Dictionary and Mambwe Grammar. Oficyna Wydawniczo-Poligraficzna „Adam“, Warsaw 2007, ISBN 978-83-7232-756-7
- Amapepo pa Wanda wakwe Leza na manda akulu. Mwaka A. Oficyna Wydawniczo-Poligraficzna „Adam“, Warsaw 2011, ISBN 978-83-7232-985-1
- Amapepo pa Wanda wakwe Leza na manda akulu. Mwaka B. Oficyna Wydawniczo-Poligraficzna „Adam“, Warsaw 2011, ISBN 978-83-7232-990-5
- Amapepo pa Wanda wakwe Leza na manda akulu. Mwaka C. Oficyna Wydawniczo-Poligraficzna „Adam“, Warsaw 2011, ISBN 978-83-7232-991-2
- Umulungu Utakatifu Uwanda ukulu wlpasaka Myaka A,B,C. Oficyna Wydawniczo-Poligraficzna „Adam“, Warsaw 2011, ISBN 978-83-7232-996-7

## Belege und Verweise
1. 1 2  Tobias Lehner: Abschied vom furchtlosen barmherzigen Samariter. In: Kirche in Not. 17. Juli 2020, abgerufen am 29. September 2022.
2. ↑  Andrzej Halemba: Misjonarze fideidoniści z diecezji katowickiej. 2009, Diecezjalne dzieło misyjne a udział diecezji katowickiej w misji "Ad gentes" Kościoła Powszechnego (polnisch, edu.pl).
3. ↑  Foreign Investment Fuels Islam in Zambia. 14. März 2006, Zenit.org (englisch, zenit.org).
4. ↑  Die Tagespost: Afrika kämpft neu gegen ideologische Kolonisierung. 21. März 2011, Die Tagespost (die-tagespost.de).
5. ↑  ACN International, Königstein im Taunus
6. ↑  Eva-Maria Kolmann: Äthiopien - Katholiken im Kampf gegen Hunger und Not. 30. September 2012, KIN (issuu.com).
7. ↑  Maria Lozano: Eritrea hungert nach Gott - Interview mit dem Afrika- und Nahost-Experten von „Kirche in Not“, Dr. Andrzej Halemba. 16. Dezember 2016, Zenit (zenit.org).
8. ↑  Radio Horeb: Verfolgte Christen im Nahen Osten: Wie wir helfen können. Ref.: P. Dr. Andrzej Halemba , Länderreferent bei KIRCHE IN NOT Ref.: Berthold Pelster , Menschenrechtsexperte von KIRCHE IN NOT. 19. März 2017, Radio Horeb (horeb.org).
9. ↑  Tobias Lehner: Ein „neues Bethlehem“ für irakische Christen. 29. November 2017, Die Tagespost (die-tagespost.de).
10. ↑  Ein Marshallplan für den Irak - Der Wiederaufbau der christlichen Dörfer der Ninive-Ebene. 1. Februar 2017, Zenit (zenit.org).
11. ↑  Radio Horeb: Verfolgte Christen im Nahen Osten: Wie wir helfen können. Ref.: P. Dr. Andrzej Halemba , Länderreferent bei KIRCHE IN NOT Ref.: Berthold Pelster , Menschenrechtsexperte von KIRCHE IN NOT. 19. März 2017, Radio Horeb (horeb.org).
12. ↑  Tobias Lehner: Ein „neues Bethlehem“ für irakische Christen. 29. November 2017, Die Tagespost (die-tagespost.de).
13. ↑  Ein Marshallplan für den Irak - Der Wiederaufbau der christlichen Dörfer der Ninive-Ebene. 1. Februar 2017, Zenit (zenit.org).
14. ↑  Missionsmuseum in Mysłowice - Brzęczkowice. In: metropolia.slaskie.travel. Abgerufen am 29. September 2022.
15. ↑  Polnischer Präsident Andrzej Duda traf sich mit Vertretern der Polonia in München - Polonia VIVA. Archiviert vom Original am 17. Oktober 2019; abgerufen am 17. Oktober 2019.

| Personendaten    | Personendaten                                 |
| ---------------- | --------------------------------------------- |
| NAME             | Halemba, Andrzej                              |
| KURZBESCHREIBUNG | polnischer Geistlicher, Missionar, Übersetzer |
| GEBURTSDATUM     | 19. November 1954                             |
| GEBURTSORT       | Chełm Śląski                                  |